# Clint Warwick
Clint Warwick, a właściwie Albert Eccles (ur. 25 czerwca 1940, zm. 15 maja 2004 w Birmingham) – angielski muzyk, znany przede wszystkim jako basista zespołu The Moody Blues.
The Moody Blues wydali jeden album z Warwickiem jako basistą. Był to ich pierwszy album studyjny The Magnificent Moodies. Z tej właśnie płyty pochodzi pierwszy hit zespołu wydany jako singiel „Go Now”, który zajął pierwsze miejsce na brytyjskich listach przebojów.
Warwick opuścił zespół, by spędzać więcej czasu z rodziną. Pracował jako stolarz.
Zmarł w 2004 r. na chorobę wątroby, w wieku 63 lat.